# Trustco Group
Trustco Group Holdings (kurz Trustco) ist eine namibische Unternehmensgruppe mit Sitz in Windhoek und Geschäftstätigkeiten in Namibia und Südafrika.
Unternehmenszweige:
- Trustco Insurance, mit vor allem Lebens- und Risikoversicherungen,
- Institute for Open Learning (IOL), als eine der größten privaten tertiären Bildungseinrichtungen des Landes,
- Trustco Financial Services, mit Finanzdienstleistungen in Südafrika,
- Trustco Bank Namibia, namibische Bank
- Trustco Properties, für Immobilienentwicklungen,
- Trustco Media, u. a. Herausgeber der Zeitung Informanté
- Trustco Air Services, ein Flugcharterunternehmen.

Das Unternehmen beschäftigt mehr als 650 Mitarbeiter in Windhoek, Ongwediva, Katima Mulilo, Rundu, Keetmanshoop, Walvis Bay sowie Johannesburg und Kapstadt in Südafrika. Es ist unter anderem Sponsor des Trustco-Namibia-Sevens-Turnier im 7er-Rugby.
Im Mai 2020 fanden aufgrund der Wirtschaftslage in Verbindung mit der COVID-19-Pandemie in Namibia Massenentlassungen bei Trustco statt. Mehr als 320 Mitarbeiter wurden freigesetzt.